# ویلیام آر. مک اندرو
ویلیام آر. مک اندرو (زاده7 سپتامبر 1914 - مرگ30 مه 1968) از تاریخ 1951 تا هنگام مرگش در تاریخ 1968 مدیر ان بی سی نیوز بود.
مک اندرو در تاریخ 1914 در واشنگتن دی سی متولد شد و روزنامه نگاری را با تبدیل شدن به خبرنگار نیمه وقت در واشنگتن هرالد در تاریخ 1935 درست پیش از فارغ التحصیلی از دانشگاه کاتولیک شروع نمود. وی دو سال در یونایتدپرس اینترنشنال بود و بعد به ان بی سی نیوز اضافه شد. در تاریخ 1942 او به هیئت شش ماهه جنگ اقتصادی عضو شد و بعد به مدت 18 ماه به اخبار ای بی سی اضافه شد و بعد به ای بی سی برگشت. در سال 1951 او مدیر اخبار شبکه شد و تحت عناوین فزاینده ای بر اخبار شبکه نظارت داشت و در سال 1965 "رییس" ان بی سی نیوز شد.
او چند روز بعداز ذخمی شدن در اثر افتادن در سن 53 سالگی فوت شد و از همسرش، سه فرزند و سه نوه اش جان سالم به در بردند.